# Islamitische Dawapartij
De Islamitische Dawapartij (Arabisch: حزب الدعوة الاسلامية, Hizb ad-Daʿwa al-islāmiyya) is een Iraakse politieke partij. Het is op dit moment de grootste sjiitische partij in het Iraakse parlement. Bij de verkiezingen van januari en december 2005 kwam de Dawapartij samen met enkele andere sjiitische partijen uit onder één gemeenschappelijke lijst, de Verenigde Iraakse Alliantie. De partijleider op dit moment is Haider al-Abadi.

## Oprichting
De partij was opgericht aan het einde van de jaren 50 door een groep sjiitische leider, zoals Muhammad Baqr al-Sadr, de oom van de geestelijke leider Muqtada al-Sadr. Muhammad Baqr al-Sadr speelde een prominente rol binnen de partij. Het was opgericht tegen de dreiging van het communisme, de Ba'ath Partij en het Arabisch socialisme. In het begin van haar bestaan trok de partij veel op met de Soennitische Partij. Ook waren veel leden van de sjiitische partij zelf soennieten.

## Campagne
Al-Dawa werd vooral bekend in jaren rond 1970, toen ze een campagne voerde dat het regime van Saddam Hoessein een terroristenorganisatie was. Al-Dawa steunde de Iraanse Revolutie. Als dank kreeg de partij later steun van de Iraanse regering, vooral tijdens de Irak-Iranoorlog.

## Tijdbalk
- 1974 De revolutionairen arresteren 75 Dawa-leden en veroordeelde ze tot de doodstraf.
- 1979 Iraanse Revolutie. Al-Dawa creëerde een militaire vleugel, later Shahid al-Sadr genoemd.
- 1981 Op 1 april voerde Al-Dawa een onsuccesvolle moordaanslag uit op Tariq Aziz, minister van Buitenlandse Zaken toentertijd.
- 1981 Op 9 april werden Ayatollah Muhammad Baqir al-Sadr en zijn zus Amina Sadr bint al-Huda gearresteerd en vermoord.
- 1982 Al-Dawa slaagt er niet in om Saddam Hoessein te vermoorden. Het regime straft al-Daawa hard. Vele leden vluchten naar Iran, waar het aan concurrentie met SCIRI lijdt.
- 1987 Al-Dawa slaagt er weer niet in om Saddam Hoessein te vermoorden.
- 1996 Er werd beweerd dat Al-Dawa de moordpoging op Saddam Hoesseins zoon, Oedai Hoessein heeft gepleegd.
- 2003 Na de Irakoorlog keerde Al-Dawa terug naar Irak, en vestigde zich in de stad Nasiriyah.